# Віяру (циклон)
Циклон "Віяру"  - тропічний циклон, який виник на початку травня 2013 року в Бенгальській затоці.  Призвів до загибелі людей в шести країнах  Південної і Південно-Східної Азії. 16 травня циклон досяг своєї пікової інтенсивності з вітрами 85 км / год (50 миль / год) і барометричним тиском 990 мбар (гПа]]. Максимальні пориви вітру сягали 100 км / год. Циклон Нісарга

## Наслідки циклону  "Віяру"
Постраждали: Індонезія, Шрі-Ланка, Таїланд, М'янма, Бангладеш і південно-східна Індія. 
На початку існування шторму, дощі стали причиною повені у велику частину північно-західній Індонезії, що призвело до значних пошкоджень. Щонайменше чотири людини загинули і ще шість осіб вважаються зниклими безвісти.
У рамках підготовки до бурі, великомасштабна евакуація були рекомендована для частини М'янми. Декілька переповнених катерів перекинулася, внаслідок чого принаймні 39 людей загинули, 42 осіб були врятовані, а 19 інших пропали безвісти.
Сильні шторми в Індії і Шрі-Ланці призвели до загибелі щонайменше 16 людей і значної шкоди, одна людина загинула в Таїланді. Сильні вітри від бурі вплинули зокрема на західне узбережжя Таїланду. Загалом в цьому регіоні пошкоджено багато будинків загинули 17 осіб, і майже 1,3 мільйона постраждалих.
Далі на захід, сильні шторми в Андхра-Прадеш, Індія викликали 8 смертей і поранені чотири людини, всі жертви були результатом ураження блискавкою. Проливні дощі від штормів спричинили затоплення 739 га (1800 акрів) сільськогосподарських культур.
Принаймні 38 жителів Бангладеш стали жертвами циклону «Віяру».